# Joachim Brenncke
Joachim Brenncke  (* 8. Februar 1957 in Wulfsahl bei Karrenzin) ist ein deutscher Architekt. Er war von 1991 bis 2019 Präsident der Architektenkammer Mecklenburg-Vorpommern.

## Biografie

### Ausbildung und Beruf
Brenncke wuchs auf dem Hof seiner Familie in Wulfsahl bei Parchim auf. Nach dem Abitur in Parchim am Friedrich-Franz-Gymnasium studierte er von 1978 bis 1983 an der Hochschule für Architektur und Bauwesen Weimar u. a. bei Hermann With und Joachim Stahr. Er erwarb 1983 sein Diplom.
Von 1983 bis 1990 war er beim Stadtbaubetrieb Schwerin als Entwurfsarchitekt und Gruppenleiter tätig. Bei der Initiative Rettet die Schelfstadt wirkte 1989 auch Brenncke mit. Nach der Wende ist er seit Mai 1990 ein freiberuflicher Architekt in Schwerin (Brenncke Architekten). Das Gebäude Puschkinstraße 20, das er zuvor mühevoll vor dem Abriss rettete, konnte nun dauerhaft gesichert und später saniert werden. Die Sanierung von Gebäuden bildet einen Schwerpunkt seines Schaffens. Er nahm an vielen Wettbewerben teil und war Mitglied in mehreren Preisgerichten.
Brenncke ist verheiratet; er hat zwei Söhne, sein Sohn Matthias Brenncke (* 1979) ist ebenfalls Architekt im Büro Brenncke.

### Lehraufträge
Von 1997 bis 2004 hatte er zusätzlich Lehraufträge an der Hochschule Wismar, FB Architektur für Gebäudesanierung und Spezielle Baukonstruktionen und nach 2001 für die Betreuung von Diplomarbeiten als Zweitprüfer. Weiterhin war er von 2000 bis 2004 Lehrbeauftragter für die Handwerkskammer Schwerin im Bereich Restauration im Handwerk.

### Weitere Mitgliedschaften
- 1990 Gründungsausschussvorsitzender der Architektenkammer Mecklenburg-Vorpommern (M-V)
- seit 1991 im Bund Deutscher Architekten in M-V (Gründungsmitglied)
- 1991–2019 Präsident der Architektenkammer M-V[1]
- 2001–2021 Vizepräsident der Bundesarchitektenkammer
- seit 2005 Prüfungskommission für Bausachverständige bei der IHK Schwerin
- seit 2007 Vorstandsmitglied Akademie für Nachhaltige Entwicklung M-V (ANE M-V), seit 2016 Vorstandsvorsitzender
- 2010–2017 im Projektbeirat Petriviertel Rostock, stellvertretender Vorsitzender
- 2012–2016 Mitglied im Beirat der Bundesstiftung Baukultur
- seit 2015 Beiratsmitglied des Weltkulturerbe-Fördervereins Schwerin, seit 2020 Vorstandsvorsitzender[2]
- 2015–2021 Vorstandsmitglied Bundesverbands der Freien Berufe

## Ehrungen
2017 Bundesverdienstkreuz am Bande, verliehen durch Bundespräsident Frank-Walter Steinmeier

## Werke (Auswahl)

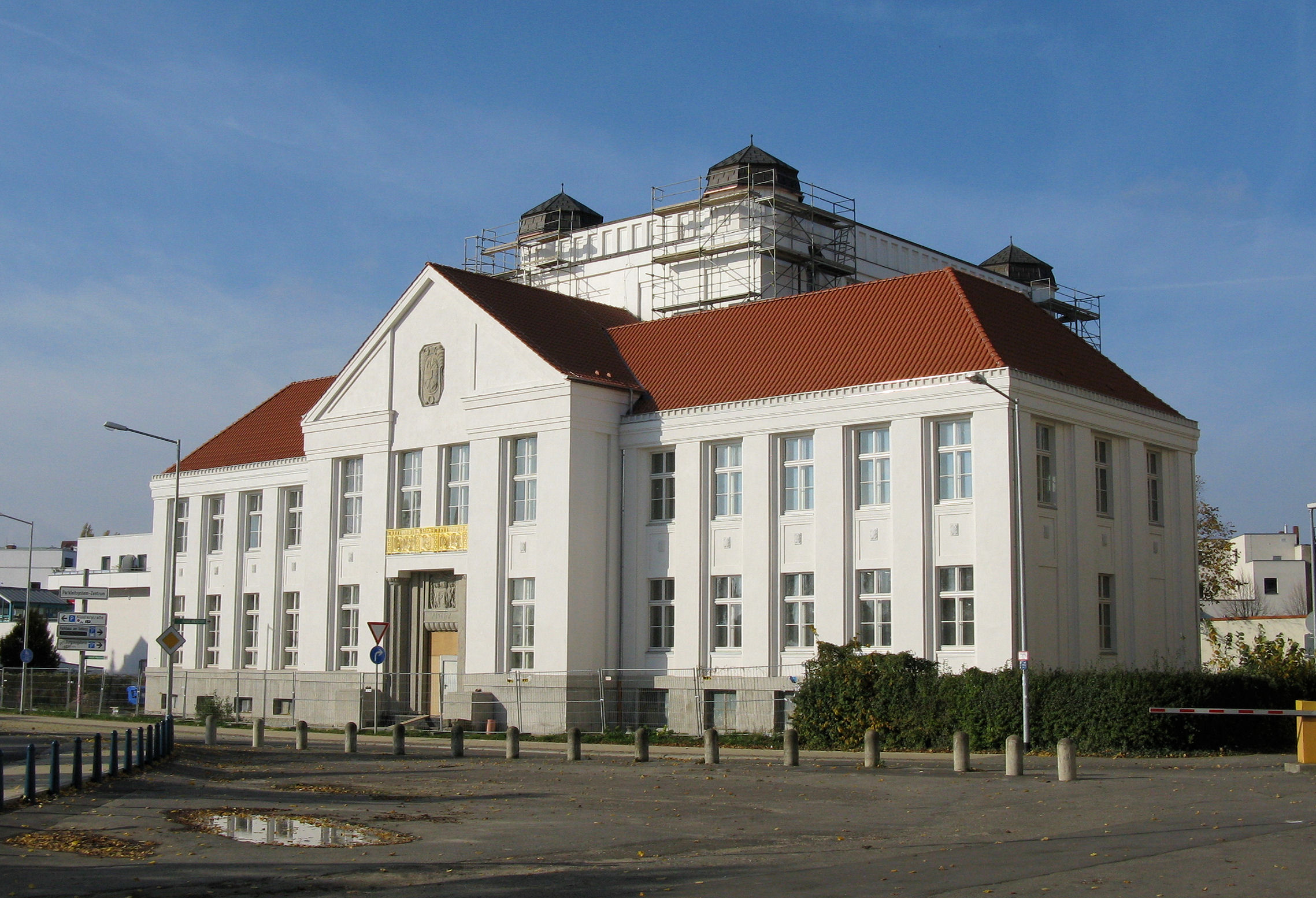
Landeshauptarchiv Schwerin

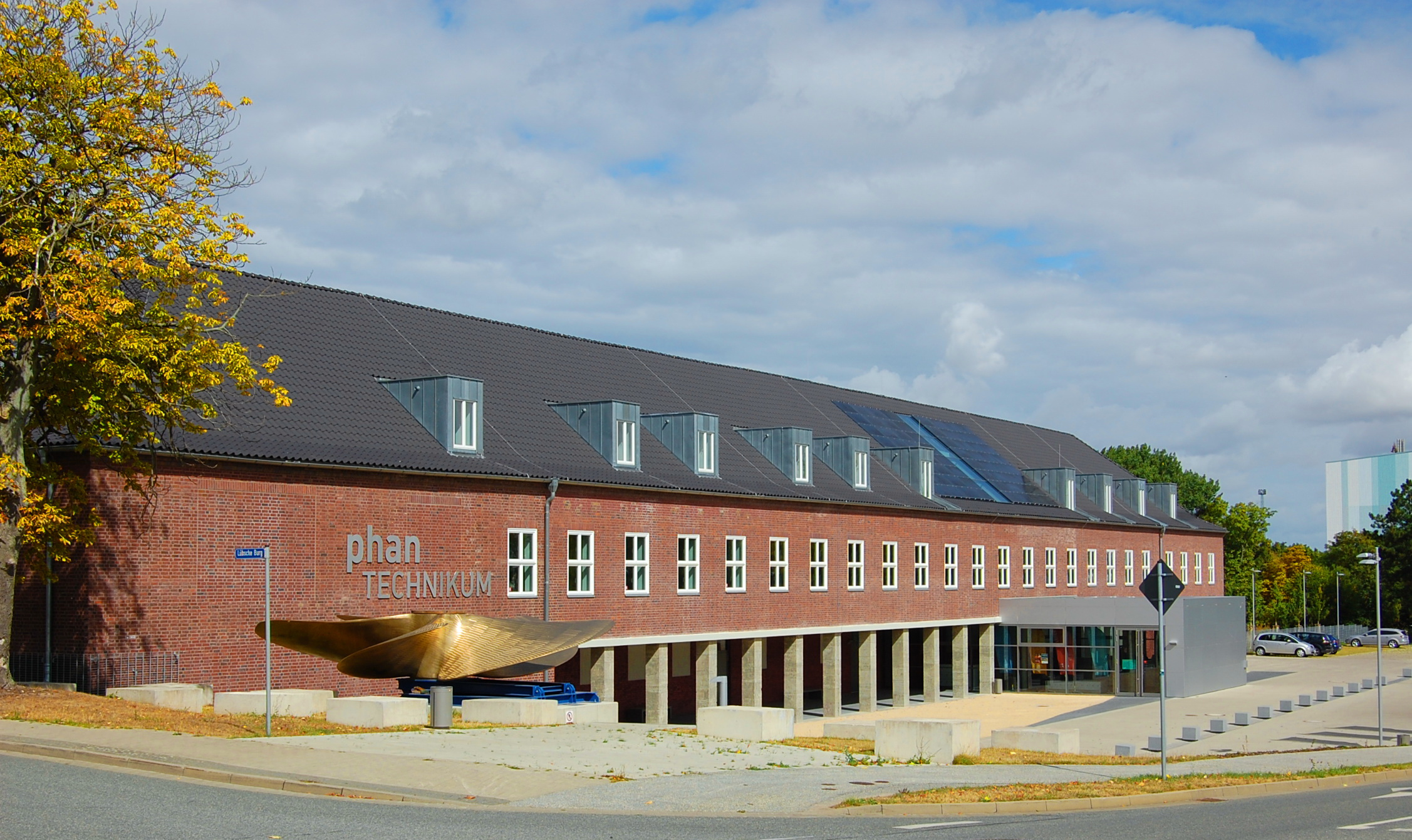
phanTECHNIKUM Wismar

- 1996: Gebäude der VR-Bank in Schwerin, Mecklenburgstraße 17, Umbau und Sanierung
- 2003: Verwaltungsgebäude in Schwerin, Ritterstraße 14/16, Sanierung und Umbau
- 2004: Alte Malzfabrik in Grevesmühlen, Börzower Weg 1/3, Umbau zum Kreishaus des Landkreises Nordwestmecklenburg, Anerkennung beim BDA-Preis M-V 2010; zusammen mit Gerd Jäger
- 2007: Sporthalle in Schwerin, Reiferbahn 8, Anerkennung beim BDA-Preis M-V 2010; zusammen mit Gerd Jäger
- 2008: Synagoge Schwerin, Landesrabbiner-Holdheim-Straße 3
- 2010: Landeshauptarchiv Schwerin, Graf-Schack-Allee 2, Sanierung und Umbau
- 2011: Kindertagesstätte in Schwerin, Eulerstraße 1
- 2011: Kindertagesstätte der Diakonie in Parchim, Ziegeleiweg 1b
- 2012: phanTECHNIKUM in Wismar, Lübsche Straße 176, für die Hansestadt Wismar
- 2012: Kindertagesstätte der Stiftung Rohlack der Diakonie in Goldberg, Güstrower Straße 11
- 2013: Hauptgebäude DRV Nord in Schwerin, Lübecker Straße 142, Sanierung
- 2014: Werderklinik Schwerin, Werderstraße 30, Sanierung und Umbau für die VR-Bank Schwerin
- 2014: Einfamilienhaus für und von Matthias Brenncke, Schwerin Hospitalstraße 7, Sanierung und Umbau
- 2014: Kindertagesstätte in Schwerin, Hagenower Straße 62
- 2017: Wohnhaus Schwerin, Werderstraße 51
- 2017: Mehrfamilienhaus in Schwerin, Werderstraße 89, Baudurchführung